# 吉良義定
吉良 義定（きら よしさだ）は、戦国時代から江戸時代初期にかけての武将。徳川家の家臣。

## 経歴
吉良義安の子。母は松平清康（家康の祖父）の娘であり、徳川家康とは従兄弟にあたる。妻は今川氏真の娘。子女に吉良義弥、荒川定安、一色定堅がある。
嫡男の吉良義弥が関ヶ原の戦いに従軍し、戦後三河国吉良に3000石の所領を与えられていることから、それまでには義弥に家督を譲ったと見られる。

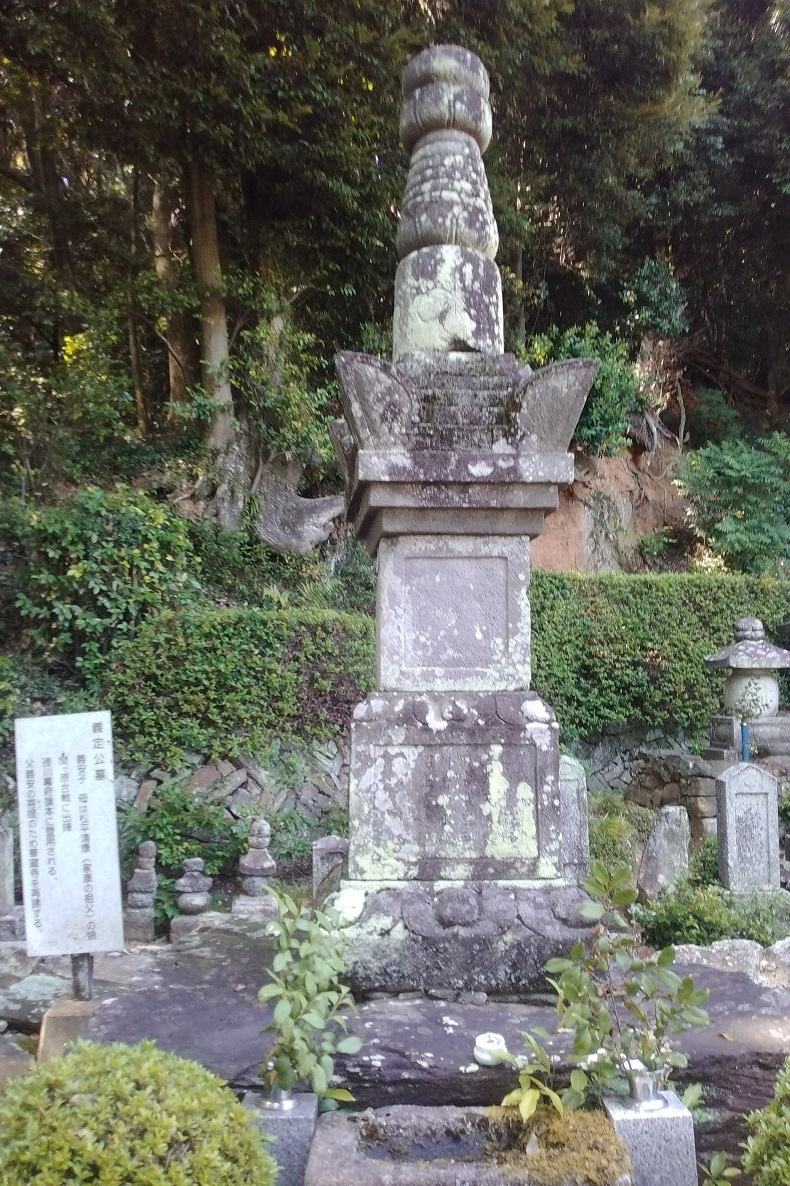
西尾市華蔵寺の吉良義定の墓

寛永4年（1627年）9月15日、三河国にて死去。享年64。西尾の実相寺に葬られた。のちに、吉良家の菩提寺となった江戸市谷の万昌院に改葬された。